# Christine Scheiblich

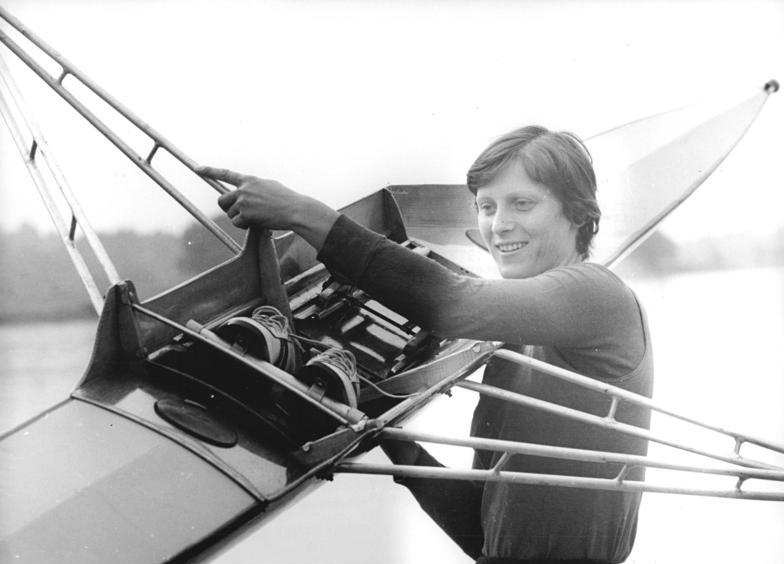
Christine Scheiblich 1977

Christine Scheiblich (nach Heirat Christine Hahn; * 31. Dezember 1954 in Wilsdruff) ist eine ehemalige deutsche Ruderin und Olympiasiegerin 1976 im Einer.
Scheiblich stammt aus dem Ortsteil Kesselsdorf von Wilsdruff bei Dresden. Mit 13 Jahren begann sie mit dem Rudersport. Sie trainierte unter Dieter Schubert beim SC Einheit Dresden. 1972 gewann sie bei der Spartakiade im Einer und im Doppelzweier. 1974 gewann sie den ersten von vier DDR-Meistertiteln im Einer, die anderen folgten 1975, 1977 und 1978. In diesen Jahren gewann sie auch jeweils den Weltmeistertitel im Einer. Bei den Olympischen Spielen 1976 in Montreal stand erstmals das Frauenrudern auf dem olympischen Programm. Scheiblich gewann die Goldmedaille im Einer mit knappem Vorsprung vor der US-Amerikanerin Joan Lind. 1974 und 1976 wurde sie mit dem Vaterländischen Verdienstorden ausgezeichnet.
1978 heiratete Christine Scheiblich den mehrfachen Rodelweltmeister Ulrich Hahn. Scheiblich hatte eigentlich Schreibmaschinenmechanikerin gelernt, wurde aber später Physiotherapeutin. Bis 1990 war sie bei Einheit Dresden beschäftigt, danach machte sie sich selbständig.